# La muerte de Virgilio
La muerte de Virgilio es una novela del escritor austriaco Hermann Broch, en la que se narran las últimas dieciocho horas de vida del poeta Virgilio, quien enfermo y también atormentado por la idea de que tal vez ni la verdad ni la trascendencia hayan tocado su recién concluida Eneida, decide destruirla. Dividida en cuatro partes, su estructura y su estilo, de amplias frases poéticas, la asemejan a una pieza sinfónica y la ubican en el mismo nivel de trascendente originalidad que ocupan, en el plano novelístico, el Ulises de James Joyce y la obra de Marcel Proust y de Franz Kafka. Tras su lectura, Thomas Mann declaró que se trataba de “uno de los experimentos más extraordinarios y más profundos que se hayan llevado a cabo con el flexible género de la novela… Siempre la reconoceré como una obra única”. Y Albert Einstein, a quien el autor solía leerle fragmentos de su obra, confesaba que se sentía fascinado, pues según decía, en este Virgilio "el enigma permanece siempre abierto. Podemos sentirlo, nunca entenderlo". 

## Orígenes de la obra
En los inicios de 1937, Hermann Broch concluyó un relato titulado El regreso de Virgilio, que había escrito para el programa cultural de la Radio de Viena. En marzo de 1938, cuando se produce el  Anschluss, Broch, de origen judío, acusado de comunista por el portero de su edificio es recluido por la Gestapo en la prisión de Alt Aussee, donde permanecerá durante quince días antes de ser rescatado por una mediación internacional de la que formaron parte Joyce y Einstein, entre otros. Durante su cautiverio, escribió algunas elegías que posteriormente serían integradas a los poemas que hacen referencia a la muerte en su novela sobre Virgilio, y también decidió convertir aquel relato en una novela. Había publicado ya su trilogía Los sonámbulos (una descripción acerca de "la desintegración de los valores", tema recurrente en su obra) donde prevalecía el realismo y lo racional, y ahora deseaba lanzarse a crear una obra en la que la profunda vivencia poética tuviera mayor preponderancia, una obra, además, que en forma y contenido  llegara más lejos que el Ulises joyceano (que mucho admiraba y al que le dedicó un ensayo), atento a su idea de que "el arte que no es capaz de reproducir la totalidad del mundo no es arte". 

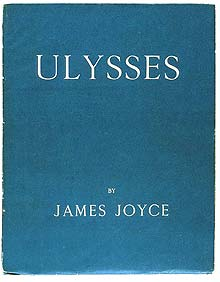
Primera edición del Ulises de James Joyce

Conseguida la liberación, se exilió primero en Escocia, en casa de Edwin y Willa Muir, traductores al inglés de Los sonámbulos, y luego en los Estados Unidos, donde entre 1938 y 1945 y en condiciones económicas bastante precarias (dependía para su subsistencia de distintas becas) se dio a la tarea de completar su gran obra. Lo asistía su afán de superar la decadencia espiritual de Europa (expresada en la obra de Mann, de Joyce, de Proust, de Robert Musil, de Kafka y en la suya propia) y lograr tanto un renacimiento como una trascendencia de lenguaje que expresara el misterio primordial de esa dimensión cósmica donde se asienta la existencia y de donde se extrae el conocimiento. 
Al concluir el tercer capítulo conoció a Jean Starr Untermayer, quien se convertiría en la traductora al inglés de la novela y con quien trabajó desde ese momento, ya que la idea era publicar la versión alemana y la inglesa al mismo tiempo. Según los entendidos, los resultados conseguidos por Untermayer son asombrosos. Poseía un oído magnífico y estaba llena de intuiciones y aciertos (sustituyó el presente de indicativo por el pretérito imperfecto, buscó verbos más precisos y recortó algunas frases demasiado largas). Para George Steiner, la versión en inglés resulta indispensable para comprender el texto original. Según escribió, "juntas, las versiones alemana e inglesa logran una congruencia de los contrapuntos que esclarece y confirma a La muerte de Virgilio''.  
En 1945 la novela y su traducción al inglés estaban terminadas. La editorial Viking Press la rechazó, ya que como le dijeron al autor, no precisaban otro James Joyce. Entonces Kurt Wolff, dueño de la editorial Pantheon Books, consiguió un préstamo de la Fundación Independent Aid y en junio de ese año publicó el libro en alemán e inglés. Al año siguiente apareció en Buenos Aires la versión en español, editada por Jacobo Peuser.  
Una semana después de publicarse el libro en alemán e inglés, Marguerite Young escribió para el New York Times Book Review una larga y elogiosa reseña titulada "A Poet´s Last Hours on Earth", pero una huelga de linotipistas impidió que el diario se distribuyera ese domingo. En los meses posteriores, sin embargo, se produjo una avalancha de críticas y reseñas sobre la novela, pese a lo cual la empresa resultó en un fracaso editorial. Broch, una vez que Pantheon Books saldó el préstamo con la Independent Aid, recibió unos pocos dólares, algo que no se modificó con los cuarenta y cinco dólares que pagó por derechos la editorial inglesa Routledge and Kegan, ni con los doscientos cincuenta aportados por la casa Peuser de Argentina. Aun así, el reconocimiento por la importancia de la obra fue unánime, y el nombre y el prestigio de su autor crecieron enormemente. De no ser por el infarto que en 1951, a sus sesenta y cuatro años, le causó la muerte, muy posiblemente hubiera recibido el premio Nobel.

## Argumento
La novela presenta, al modo de una sinfonía, cuatro partes a las que se identifica con títulos que se corresponden con los elementos esenciales presentes en la obra de los filósofos presocráticos: "Agua o La llegada", "Fuego o El descenso", "Tierra o La espera", "Éter o El regreso".

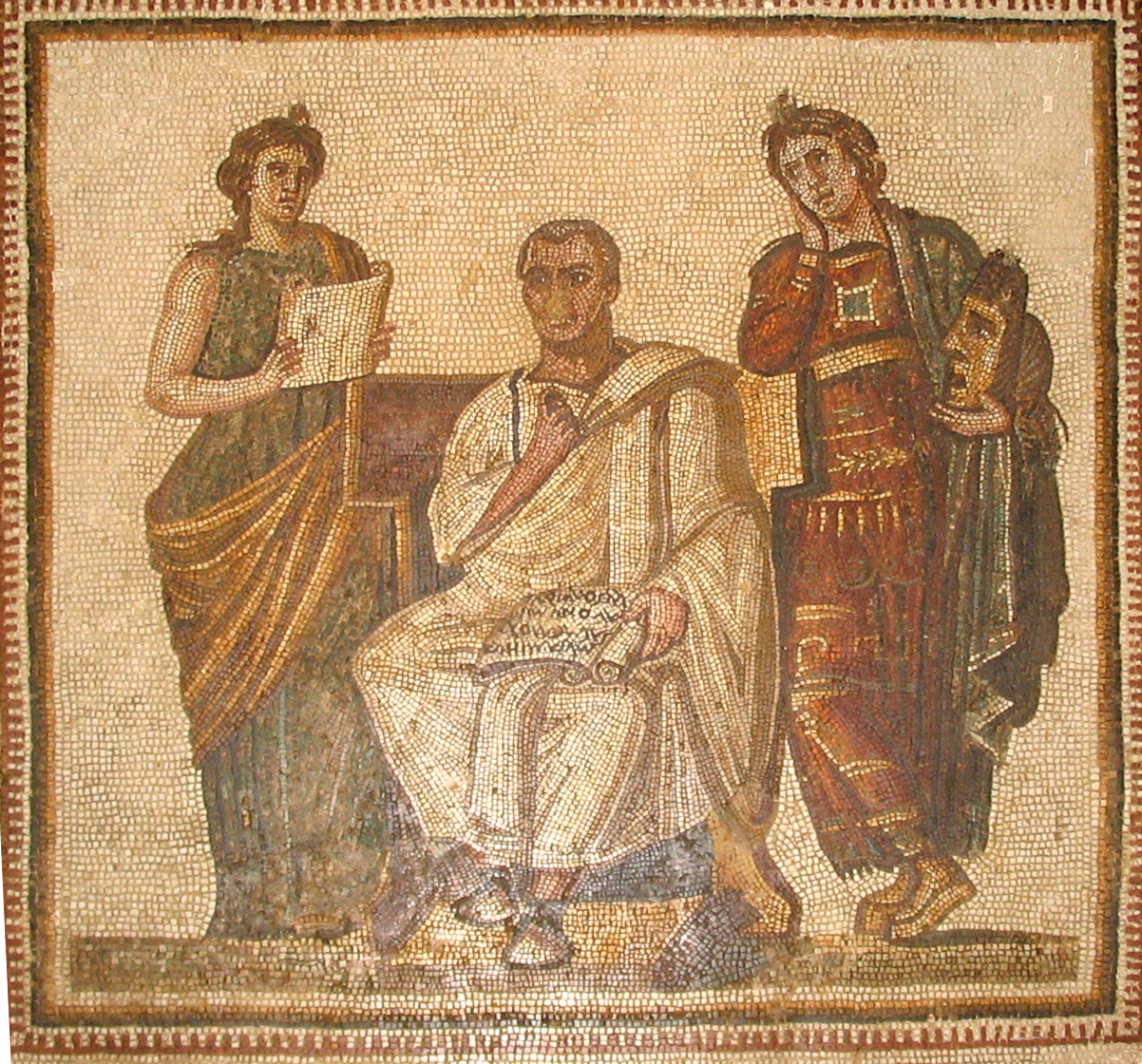
Mosaico representando a Virgilio con su Eneida y acompañado por Clío, musa de la Historia, y Melpómene, musa de la Tragedia. Siglo III d. C.

Agua o La llegada. Proveniente de Grecia, Virgilio arriba en la flota de César Augusto al puerto de Brindisi, desde donde lo conducen en litera hasta el palacio. Al atravesar las callejas, el poeta, que está enfermo y que lleva los rollos de su Eneida en un cofre, recibe los insultos de la plebe, una circunstancia que parece evocar tanto el periplo del héroe de su poema, Eneas, como el tránsito por el infierno al que siglos después lo destinará Dante en su  Divina Comedia. Las visiones que se animan ante Virgilio resultan, a pesar de su apasionamiento, distantes. La realidad, con sus luces y sombras, circula por su mente a la manera de un diálogo, si bien con la forma de un monólogo. El nacer y el morir, los procesos de corrupción y la agitación pegajosa de todas las concupiscencias son observadas como en un entresueño, al que anima o apacigua la evidencia de que tras todo ello está la vida en sus trances de fertilidad y aniquilación. Del agua fuente de la vida, brota también la conciencia de la muerte y del fin personal.

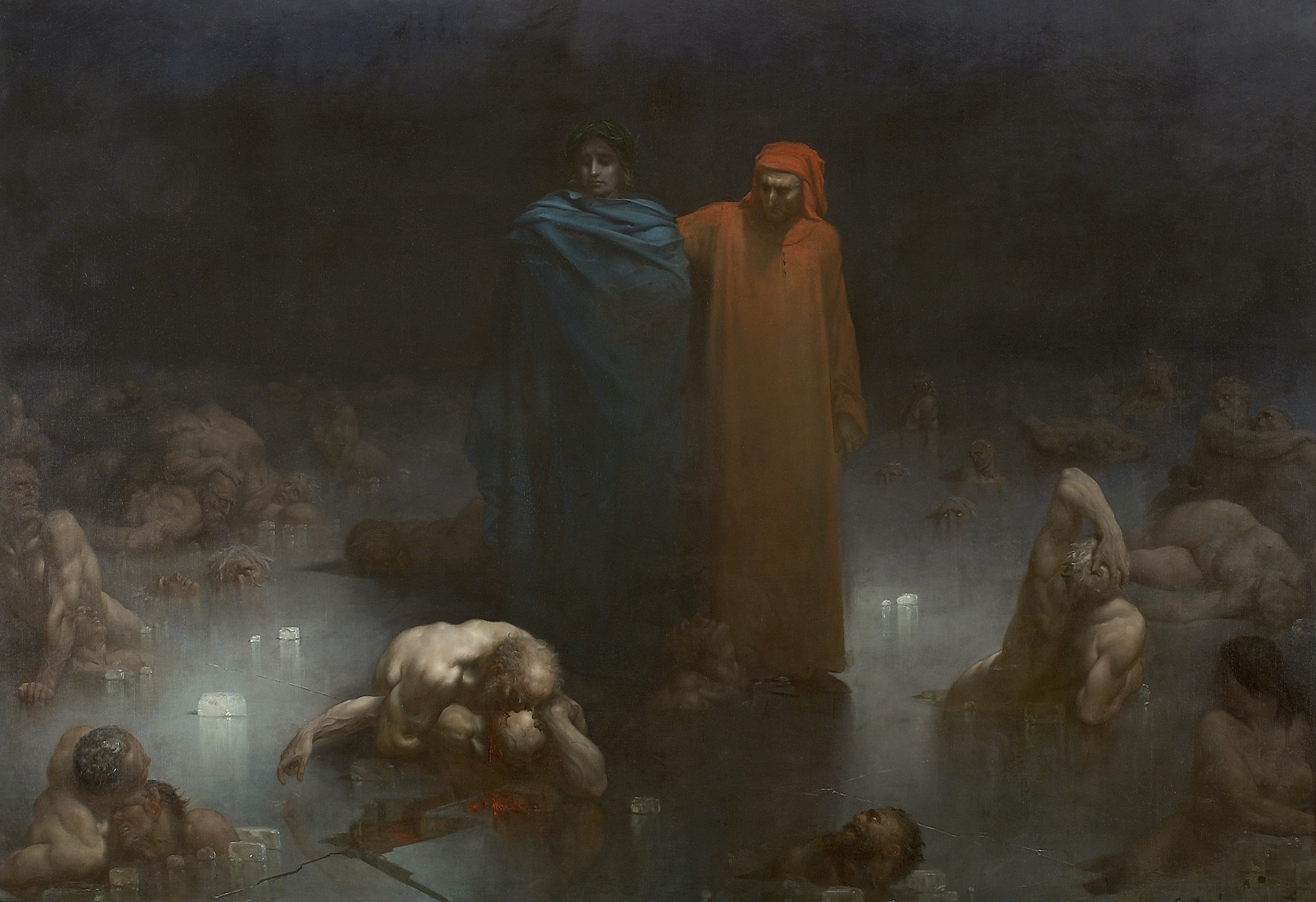
Gustave Doré. Dante y Virgilio en el Noveno círculo del infierno

Fuego o El descenso. Construcción plagada de representaciones oníricas, en paralelo con el aumento de la fiebre que aqueja al poeta. Una noche de alucinaciones, de ensueños, de vértigo. Un descenso a los infiernos de su vida y de su obra. Juicio de su labor con su consiguiente lamento por entender que su intuición condujo a su poesía solamente hasta los bordes del conocimiento; que éste no se consigue con palabras elegantes y bellas sino únicamente con la realización de la muerte, y que por ello mismo su obra cumbre debe ser quemada. Destruir su obra para restituirse así a un orden moral, un orden que lo despojará de la vanidad por aquello que ha escrito y lo investirá de pureza (y entonces "el sitio del sacrificio debía ser casto, casta la ofrenda, casto el sacrificante"); un orden, además, en el que no podrán subsistir monumentos inútiles con cánticos de alabanza al poder terreno, como su Eneida, donde no se había descrito al pueblo romano sino que demagógicamente se lo había ensalzado, algo que configuraba "un lodazal de desventura". 
En medio de las reflexiones filosóficas aparecen de vez en cuando formas versificadas que conducen el discurso a una zona de irracionalidad y de metamorfosis. Lisanias, el muchacho griego que lo ha acompañado por las calles tras su arribo al puerto, se convierte en borroso símbolo de los servidores y esclavos que más adelante se alzarán contra sus opresores en Roma. Al final, arriban sus dos amigos de toda la vida para informarse del estado de su salud, y al ser enterados por el mismo poeta de sus intenciones de destruir la Eneida, se alarman y comienzan a dar razones para persuadirlo de lo contrario.    

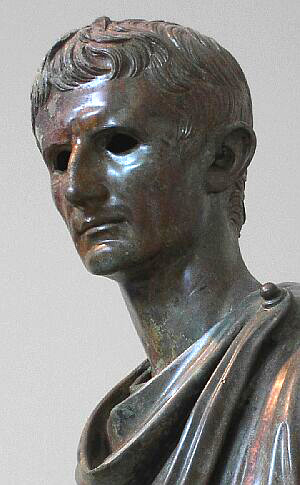
César Augusto. Fragmento de una estatua ecuestre en bronce encontrada en Grecia

Tierra o La espera. Sucede en la mañana siguiente y en una atmósfera de espera de la resolución; resolución de la muerte y de las intenciones del poeta. A  Plocio y Lucio, los amigos de Virgilio, se agrega el emperador César Augusto. Así, el monólogo se convierte en diálogo, un diálogo que recuerda los diálogos platónicos y también las discusiones entre Naphta y Settembrini en La montaña mágica de Thomas Mann. Un diálogo al que anima el escándalo que significa la intención de quemar la Eneida. Los amigos y el emperador argumentan recurriendo a ciertos lugares comunes acerca de lo excelso del arte en general y del arte en particular contenido en el poema. Por momentos, debido a la elocuencia de las razones más que a las propias razones, Virgilio parece vacilar. Pero es solamente una apariencia. Su fe acerca de su acto, acerca de su necesidad, permanece inconmovible. Y si al final cede y consiente en que se conserve el poema, es solamente en atención a su amistad con el emperador. 
Éter o El regreso. Ocurre la muerte del poeta y, consiguientemente, el metafísico regreso del ser al Ser. Relato alegórico en que el lenguaje se remonta hasta lo in-decible, en un remolino donde se entremezcla lo animal, lo vegetal y lo estelar. Convertido por alegoría cristiana en Adán, el poeta asciende fusionado con Eva hacia "el Amor que mueve el sol y las estrellas", para ver cómo en un pico de éxtasis brota el Verbo en que ser y palabra forman una perfecta urdimbre de trascendencia. Allí se entiende entonces que la condición necesaria para decir el mundo es utilizar lo que se ubica más allá de los sentidos y de la palabra.

## Estilo
En las "Consideraciones en torno de La muerte de Virgilio" contenidas en su obra Poesía e investigación, Hermann Broch puntualiza que los rasgos característicos de su estilo son los siguientes:
a) el intento de reducir a la unidad, en cada momento del relato, las contradicciones del alma.
b) el intento de mantener en constante movimiento la totalidad de los motivos (lógico-musicales).
c) el intento de captar, de este modo, la simultaneidad del acontecer todo. 
Como expresión de esto, nos enfrentamos en la novela con una extraordinaria complejidad sintáctica. Periodos extensos, en ocasiones de tres o cuatro páginas, en cuyas formas de espiral se recapitulan los motivos precedentes al tiempo que se entreven los posteriores, procuran captar aquella simultaneidad del acontecer, y, de paso, realizar una síntesis entre la memoria y la capacidad de visión de Virgilio. Las frases acuden mayormente a un lenguaje abstracto, que abandona todo el poder de comunicación a unas estructuras sintácticas despojadas, algo como la desnudez de una ecuación matemática o de una notación musical, disciplinas afines a Broch. En ellas, sin embargo, las imágenes y hasta los meros vocablos adquieren un relieve sensorial notable, que no se disipa ni aun cuando un concepto es subdividido y en el espacio provisional que de inmediato se crea, el sentido lógico se ve alterado. Debido a este triunfo de la técnica narrativa, La muerte de Virgilio logra, para muchos críticos, superar y alcanzar esa condición de mito que antes, infructuosamente, había intentado conseguir el naturalismo.     

## Conclusión
En La muerte de Virgilio se destacan, a modo de columnas que sostienen el andamiaje de la novela, por lo menos tres motivos de reflexión: los puntos de contacto entre la labor poética y el conocimiento; las relaciones del artista con el poder y con el propio arte; y la reposición del mito a través de la palabra robustecida por la trascendencia.
En los diálogos entre Virgilio y César Augusto, ambos reconocen la existencia de lo Absoluto, pero mientras que el poeta identifica ese Absoluto con el conocimiento, el emperador lo hace con el Estado. Para Virgilio (para Broch), el conocimiento requiere una condición cercana al misticismo; el sujeto debe, mediante la intercesión de la palabra, que obra a modo de elemento aglutinante, identificarse con el objeto hasta constituir un ente armónico único; y esto se logra introduciéndose en el espacio vacío creado por las antinomias. 

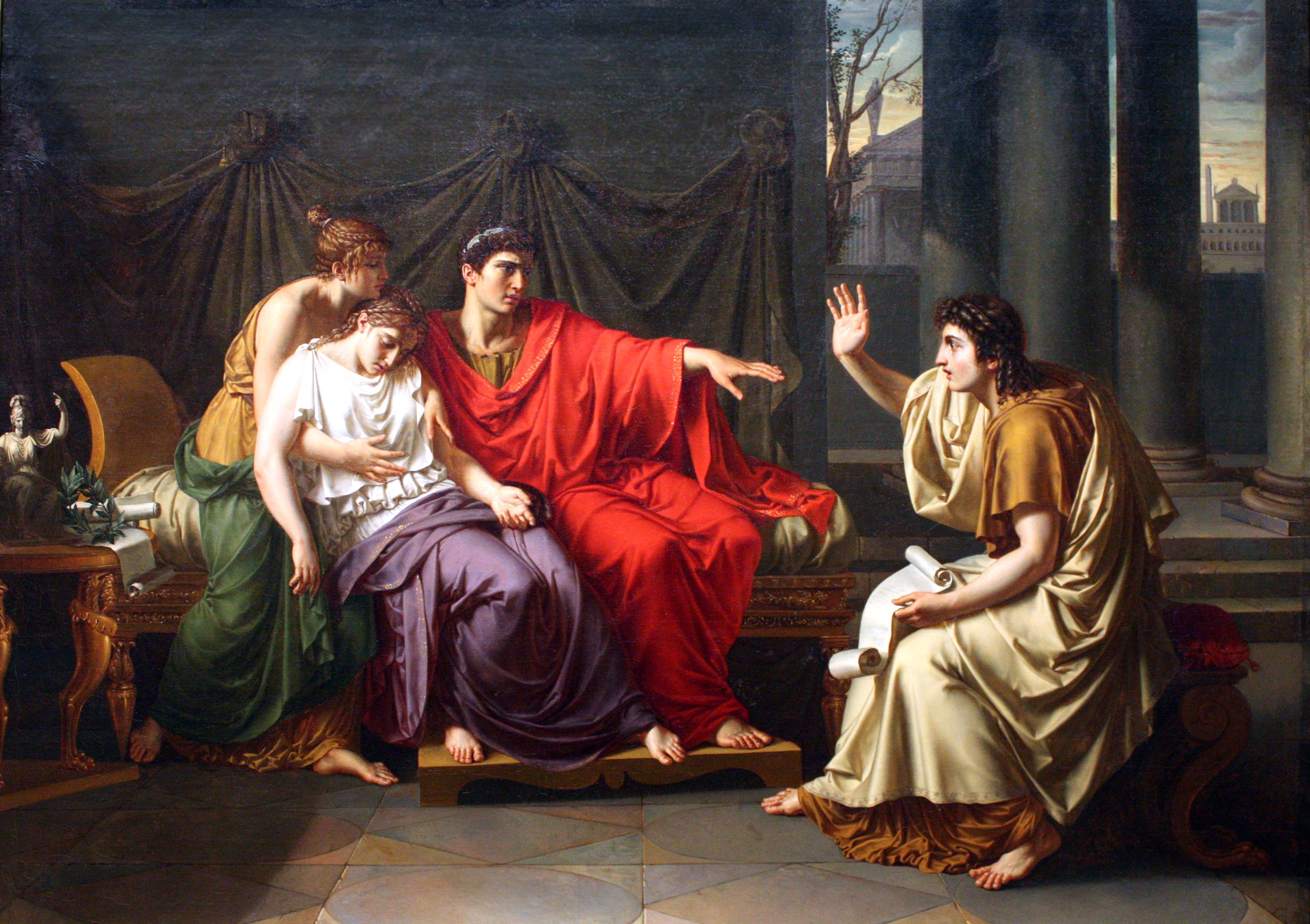
Jean Baptiste Joseph Wicar. Virgilio leyendo la Eneida a César Augusto, a Octavia y a Livia

Para César Augusto, en cambio, que en la ficción se anticipa a los razonamientos de Hegel, el único conocimiento verdadero es el conocimiento del Estado y en el Estado: "El Estado es la realidad suprema, extendida invisiblemente sobre los países". Él reconoce, pese a todo, la grandeza y la legitimidad de la palabra poética y del conocimiento que ésta propicia, pero se trata de un simulacro, algo que el Estado romano debe evitar; y lo hará convirtiéndose en la encarnación terrenal de ese orden establecido desde siempre por los dioses. "Nacido del conocimiento —proclama—, el Estado romano crecerá por encima de sí mismo; su orden se convertirá en el reino del conocimiento." 
Poco después, cuando para salvar la Eneida del fuego declara que se trata del libro sagrado del Imperio, que este mismo fue concebido por el conocimiento que reposa en sus páginas, cae en contradicción, se rinde, implícitamente, a las ideas del poeta, y, sin argumentos ya, acude a sus relaciones de amistad para convencerlo de conservar el poema. Virgilio, por su lado, siente que entregando su libro a las manos del emperador, un libro que, en la febril noche anterior lo supo, solamente había rozado el conocimiento, se libera y puede emprender sin trabas su viaje hacia el Verbo. 

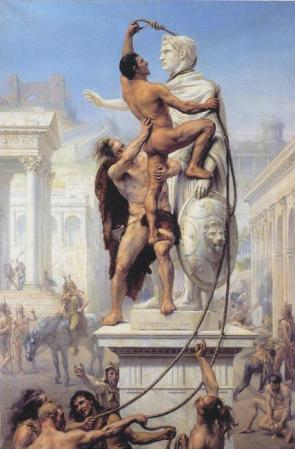
Joseph-Noël Sylvestre. Saqueo de Roma por los Vándalos

Pero antes, sin embargo, él, que ha pre-visto la caída de Roma y la aparición de un orden nuevo en el mundo, tiene aún tiempo para decirle a César Augusto que la piedad debe ser antepuesta a cualquier razón de Estado, que el sentido de cualquier obra de arte debe estar vinculado, para ser legítimo, con la ética, no con la política y ni siquiera con la estética, pues lo estético vacío se convierte en el germen de todos los males. Todo esteticismo es demoniaco, y estéril toda belleza que no se recubre de ética, no se instala en la esfera metafísica y no propicia lo mítico. "Pues ha llegado el punto (como escribió el mismo Broch en un ensayo sobre Kafka, pero en el que según Hannah Arendt se refería a su propio caso) pues ha llegado el punto del o…o: o la poesía es capaz de convertirse en mito, o fracasará. Kafka, en su presentimiento de la nueva cosmogonía, de la nueva teogonía que él debía conseguir, luchando entre el amor y el asco que le inspiraba la literatura, intuyendo que en el último análisis cualquier actitud artística era insuficiente, decidió abandonar el reino de la literatura y pidió que se destruyera su obra; lo pidió en beneficio del universo cuyo nuevo concepto mítico le había sido concedido." Y en su ensayo sobre Joyce: "Hoy, el escritor se ve obligado a entrar en posesión de la herencia que la humanidad en su aspiración al conocimiento le ha dejado. Y esa herencia es el problema ético y metafísico, es, en una palabra, la penetración filosófica de la existencia en la universalidad de una representación del mundo". 
Únicamente transfigurándose en mito podrá entonces la obra y su poeta participar del advenimiento del Verbo, de ese Verbo "que se agrandaba y se volvía cada vez más fuerte, tan invenciblemente fuerte que nada podía subsistir en su presencia… todo estaba abolido y contenido y guardado en él".